# Corné Pieterse
Corné Pieterse (Leimuiden, 11 februari 1964) is een Nederlands bioloog en hoogleraar plant-microbe interacties aan de Universiteit Utrecht. In 2022 was hij één van de vier laureaten van de Spinozapremie.

## Biografie
Pieterse studeerde in 1988 af aan de universiteit van Wageningen in het vakgebied van de plantenveredeling en moleculaire plantenbiologie. Hij specialiseerde zich in de fytopathologie; het begrijpen van plantenziekten. Vijf jaar later, in 1993, promoveerde hij aan dezelfde universiteit in de moleculaire plantenziektenkunde. Datzelfde jaar stapte hij over naar de Universiteit Utrecht alwaar hij een postdoc-aanstelling verkreeg in de plantenziektenkunde.
In 1998 kreeg hij in Utrecht een vaste aanstelling als universitair docent en in 2004 werd hij benoemd als hoogleraar en kwam hij aan het hoofd te staan van de onderzoeksgroep Plant-Microbe Interacties. Sedert 2009 is hij ook de wetenschappelijke directeur van het Institute of Environmental Biology van de Bétafaculteit Universiteit Utrecht.

## Onderzoek
Het wetenschappelijke onderzoek van Pieterse richt zich op de wijze waarop planten zichzelf beschermen tegen ziektes en schadelijke insecten. Hiervoor maken planten onder andere gebruik van het microbioom, een verzameling van miljarden bacteriën, schimmels en micro-organismen die op en tussen de wortels van planten leven. Door kunstmest en vooral chemische bestrijdingsmiddelen zijn veel gecultiveerde gewassen "verleerd" hoe ze zich tegen ziektes moeten verdedigen. Wereldwijd zorgen plantenziektes en insectenplagen ervoor dat een kwart van alle oogsten verloren gaat. Pieterse wil de natuurlijke weerbaarheid herstellen door goedaardige micro-organismen te gebruiken die reeds van nature op de wortels van de plant aanwezig zijn. In de loop der jaren heeft Pieterse samen met zijn onderzoeksgroep de wetenschappelijke basis gelegd die onder andere door veredelingsbedrijven gebruikt kan worden om sterkere gewassen te kweken met een betere natuurlijke afweer en hogere oogst-opbrengst.